# Sefton Samuels
Sefton Samuels (27. ledna 1931 – 26. července 2024) byl britský fotograf známý pro své fotožurnalistické zobrazení severní Anglie. Malíř LS Lowry ho popsal jako svého oblíbeného fotografa. Jeho styl byl přirovnáván ke stylu fotografa Billa Brandta.
Jeho snímky, které vznikly během pěti desetiletí, zahrnují snímky George Besta, LS Lowryho, Coronation Street, Louise Armstronga a měnící se kultury a krajiny severní Anglie. Kolem stovky Samuelsových fotografií se nachází v National Portrait Gallery a Victoria and Albert Museu. Uspořádal také výstavy v Barbican Center, Kings Place a Proud Galleries.

## Životopis
Samuels se narodil v Manchesteru v roce 1931. Než se začal věnovat fotografii, pracoval v mlýnech v Lancashire a Yorkshire a jako profesionální jazzový bubeník.
Byl členem společnosti Manchester Amateur Photographic Society a v roce 1960 vstoupil do Královské fotografické společnosti. Jeho fotografie George Besta byla použita na obálce alba Paula Wellera Stanley Road navrženého umělcem Peterem Blakem. Samuelsovy intimní fotografie LS Lowryho doma byly použity jako základ pro sochu malíře v životní velikosti vztyčenou v manchesterském baru. Měl výstavy v Barbican Center, Kings Place a Proud Galleries.  V roce 2011 vydalo Random House velkou sbírku Samuelsových prací dokumentujících sever Anglie v průběhu pěti desetiletí s názvem Northerners: Portrait of a no-nonsense people (Seveřané: Portréty lidí, kteří nemají smysl). O Seveřanech s ním udělal rozhovor jeho syn, dokumentarista BBC a hlasatel Tim Samuels, v The Culture Show na BBC Two.
Zemřel 26. července 2024 ve věku 93 let. 

## Ocenění
Samuels byl vítězem ceny Královské akademie umění Royal Academy of Arts Eyewitness v roce 2011 – inspirovaných Brassaïem a Robertem Capou – za pouliční fotografii, kterou pořídil na Madeiře. V prosinci 1960 získal titul Associate (ARPS) Royal Photographic Society  a Fellowship (FRPS) Royal Photographic Society v prosinci 1965. 

## Sbírky
Kolem stovky Samuelsových fotografií se nachází v Národní portrétní galerii a Victoria and Albert Museum.

## Výstavy
- 1963: Nine Photographers (Devět fotografů), Manchester Building and Design Centre, Manchester, 18. listopadu – 6. prosince 1963. Spolu s ním vystavovali: Shirley Bakerová, Dennis Btesh, Ray Green, Alfred Gregory, Neil Libbert a Ralph Marshall.